# Ekedal
Ekedal är en herrgård i Hyringa socken, Grästorps kommun, Västergötland.
Gårdens huvudbyggnad är uppförd i trä 1870 och omges av två flygelbyggnader samt park och trädgård. 
Ekedal är en sammanslagning av två hemman, Herrehagen och Sandåker. Den utgjorde en sammanhängande enhet redan under 1680- och 1690-talen, då den var sätesgård åt assessor friherre A.G. Leijonhufvud. År 1700 tillhörde den överste C.D. Zengerlein, som med tiden lämnade gården i arv till sin son kornetten G. Zengerlein, vilken står som ägare 1774. 
Senare kom ägare med namn som Kuylenstierna, Gyllenbåga, Trolle, Palm, Molinder, Hörstadius och Cederstråle. En kapten Cederstråle ägde gården i början av 1800-talet. Därpå följde en Amsberg, en Anders Månsson, en Johannes Carlsson samt på 1880-talet Johan G. Samuelsson. Ännu på 1930-talet tillhörde gården dennes änka. 1933 tillträdde överstelöjtnant G. Samuelsson.